# 布羅利
布羅利（日語：ブロリー）是改編自漫畫作家鳥山明原作『七龍珠』的動畫劇場版『七龍珠Z 燃燒吧!!熱戰・烈戰・超激戰』、『七龍珠Z 危險雙人組!超戰士難以沈眠』、『七龍珠Z 擊倒超戰士!!勝利是屬於我的』、『七龍珠超 布羅利』登場的虛構人物。

日本聲優分別是，成年後：島田敏，童年時：江森浩子(『燃燒吧!!熱戰・烈戰・超激戰』)、森下由樹子(『七龍珠超 布羅利』)。

## 人物概要
在『七龍珠Z 燃燒吧!!熱戰・烈戰・超激戰』初次登場的劇場版原創人物，沒有在原作及電視動畫中出現。包括生化布羅利（バイオブロリー）在內，在4部劇場版動畫以主要的反派人物登場。
布羅利的原案是由『七龍珠』原作者鳥山明的第二任責任編輯近藤裕提出的人物。“創造一個和悟空他們不一樣，就像賽亞人的傳說。如果一千年出現一個單純喜歡殺戮和破壞的‘傳說中的超級賽亞人’的話？”是創造這個人物的設定理念。

布羅利稱自己“我（オレ）”，稱別人“你（お前）”，稱自己的父親“父親（親父）”。在電玩遊戲中是“你（お前）”或者“貴様”。

動畫師山室直儀：“布羅利是把怒出在超級賽亞人的悟空身上，形成對立關係，描寫他悲傷暴走的形象。”。
作為原作者的鳥山明除了人物設定外，幾乎與布羅利的製作沒有關係，甚至忘記曾經設定過布羅利的記憶。除了劇場版3部作品以外，只在遊戲等影視作品中登場，布羅利是跟原作、改編的電視動畫系列等“正篇”無關的人物。可是，在『七龍珠超 布羅利』中，鳥山重新建構設定正式編入七龍珠的原作。鳥山自信地表示“布羅利原本是動畫原創故事的人物，因為當時忙碌於連載漫畫，因此動畫公司曾經設定的基礎都不記得了。我聽說布羅利是非常受歡迎的人物，所以這次的劇場版儘量不破壞他原本的形象進行重新設定。”。不過在『七龍珠Z』和『七龍珠超』裡的布羅利设定，除了他的出身，其餘都被大幅度的变更。
布羅利的名字源自青花菜的雙關語“Broccoli”。
由於目前“布羅利”和其他相關人物有二種或以上版本，舊版和翻新版的人物設定也不完全一致。日本萬代官方為讓他們與『七龍珠Z』版本區隔，所以在『超級七龍珠群雄』等官方遊戲都標示註記。

翻新版的人物名字後方通常會加“：BR”。如“孫悟空：BR”“ブロリー：BR”等，代表劇場版動畫『七龍珠超 布羅利』的登場版本。

## 七龍珠Z的布羅利
艾紀737生。平時的性格沉默寡言，戰鬥時則極端凶殘暴戾。他和孫悟空、達爾是為數不多的賽亞人倖存者，而且是純種血統的賽亞人之一。和悟空同年同日出生。在嬰兒時期因為被悟空的哭聲嚇到而跟著哭泣，對悟空懷有强烈的憎恨，在遇見悟空的時候想起嬰兒時悟空哭鬧時的事情。
布羅利天性異常殘暴好戰，是撒亞人傳說中真正天生狂戾兇暴的超級撒亞人，要是沒有拿出戰鬥的決心，布羅利就會開始瘋狂破壞直到願意戰鬥為止。戰鬥力會隨著其成長而不斷增強，強悍絕倫，在劇場版中悟空、悟飯、達爾、杜拉格斯、笛子魔童五人聯手也無法戰勝他，並對眾人說“如果你們不肯拿出戰鬥的意志，那麼我只能將這顆星球破壞殆盡了！”。且擁有不少挑撥言詞“只有這點程度的力量就想打倒我？”、他用一臉很囂張&挑釁的表情笑著說“你說手下留情……是什麼？”
山室直儀先生：“他的力量非常強大，但是他有一些悲傷的身世背景，例如他明白自己在嬰兒時期就被殺害。所以在畫他的時候，我一直思考應該如何帶出那種面部悲傷的表情……”。山內重保先生：“我們賦予布羅利隱藏的陰暗面給他。即使只是站在那裡，他的力量也是不詳的。在製作過程中，我無法知道他有多麼可怕，直到小山高生先生告訴我『他很可怕』，我才鬆了一口氣。（笑）”

### 人物形象
布羅利在嬰兒時期，達爾王因其戰鬥力之高而擔心自己和兒子達爾的地位受到威脅感到不安，於是決定謀殺掉布羅利與父親帕拉伽斯。可是當弗利沙摧毀達爾行星時，布羅利的潛在力量覺醒使得他和父親在謀殺未遂事件之中，父子二人從達爾行星的爆炸逃脫倖存下來。因此也恨達爾王的兒子達爾，布羅利只告訴達爾“我會讓你不得好死”。在童年期就已經領悟到超級賽亞人的變身。隨著時間推移，力量也會跟著成長。為了制止布羅利行為的科學家帕拉伽斯弄傷了一隻眼睛，他逐漸顯出殘暴的身姿享受破壞，父親帕拉伽斯被其驚人的力量和凶暴行徑感到震驚和恐懼，決定控制他的力量。在他童年時代的一個夜晚中，正在睡覺的布羅利被迫戴上特殊的控制裝置。此後，科學家帕拉伽斯利用布羅利來襲擊南銀河，使得整個南銀河被破壞殆盡、化為無人廢墟…。
在新達爾行星的戰鬥中，變身為傳說中的超級賽亞人之後的台詞變得很多，有大量炫耀自己的武力和貶低對方的言詞。不過續集在地球出現的之後，台詞大多只說著“卡洛特”開始出現較短的台詞。同時，在夏莫星人們面前破壞夏莫星（惑星シャモ）狂喜忘我的身姿被孫悟飯稱為“惡魔”，之後布羅利也自稱“惡魔”。在劇裡烏龍（ウーロン）誤闖的場面，龜仙人稱呼他為“布羅柯利（ブロコリ）”。

### 服裝特徵
身高比悟空還高，上半身赤裸的金色腰帶，下半身纏著紅色的布，下半身穿著白色的內衣。頸部掛著類似皮帶的項鍊，手腕上繫著與皮帶設定相同的手鐲。鞋子和皮帶的設定一樣，耳朵戴著輪狀耳環。小時候也穿過上衣。少年時期頭部和頸部，胳膊的上手臂兩頭筋附近都分別戴著控制裝置。常態是有著陰鬱眼神、面無表情的青年，體格高大。

### 設定
原作者鳥山明在提及“劇場版中人物設定和修改，名字也進行變更”後，被問到“老師，您有自己設定的人物嗎？”對於這樣的問題，他回答道“有。波傑克（ボージャック）和布羅利，最近是塔皮歐（タピオン）和米诺沙（ミノシア）。”對於鳥山是否也參與布羅利的設定，製作人小山高生也表示“鳥山明只涉及布羅利的人物設定”。“布羅利的設定是動畫工作人員提交的設定企劃案。但是基本上是基於鳥山明設定資料”。
但另一方面，鳥山則表示“雖然多少涉及到設定的修改，但基本上都是作為一個觀眾來欣賞的。”“我們畫初略設定資料讓鳥山老師看完之後進行修改，所以他的形象樣式很多。”動畫師山室直儀也在接受採訪時，就如鳥山所說的“波傑克和布羅利的人物設定都是鳥山老師設定”一事，他表示“我把設定圖寄給鳥山老師。然後五張彩色原稿就回來了…。是真的！感到吃驚。”。
鳥山在1995年10月被問到“你喜歡劇場版原創人物嗎”，鳥山回答“我喜歡東映動畫設定的變身後的邪念波（ジャネンバ）”，但是包括布羅利在內的其它劇場版原創人物，鳥山回答說“對於裡面自己設定的東西沒有特別喜歡的”。此外，在2003年北美版『少年JUMP』的採訪中，鳥山被問到龜仙人、貝吉達、布羅利等問題。鳥山回答道“布羅利？他是誰？我不記得他在漫畫裡有出現過…”2018年，在《七龍珠超 布羅利》的評論中也發表“我完全忘記過去繪製布羅利的人物造型設定這件事”的發言。
在『燃燒吧!!熱戰・烈戰・超激戰』傳說中的超級賽亞人狀態的布羅利，動畫師山室直儀和導演山內重保考慮到從外表就要看出其强度，所以把鳥山的設定改編成更加的高大。『超戰士難以沈眠』的布羅利，因為輸給悟空他們一次，所以想把衣服弄得破破爛爛和傷痕累累的身體，常態的時候比起前作更加憔悴山室設定的傳說中的超級賽亞人狀態比前作更壯大。
從出生開始，他戰鬥力值就已經達一萬點。在他父親帕拉伽斯的回憶場景中，童年時期超級賽亞人布羅利的Eraser Cannon（イレイザーキャノン）就可以很輕易地摧毀星球。劇本家小山高生：“關於布羅利的事情，劇場版描寫的東西已經是全部，考慮到布羅利，我們完全沒有額外推出劇場版以外的描寫設定，也沒有做出任何其它設定。”
布羅利登場作品的劇本家小山高生：“包括電視動畫版在內，在七龍珠的世界並不存在比布羅利更強悍的人物”“布羅利也是悟空他們絕對敵不過的勁敵，他只有在開始怠慢和疏忽大意的時候才會被擊敗”“正面進攻的話，絕對不會贏布羅利”的評語，企劃人森下孝三從“設定是最強悍的討厭的人”“不管怎樣，最強悍的討厭的人在動畫跟漫畫的介紹裡，殘暴的性格再加上力量是暴走，只有透過破壞和殺戮才能滿足他的快樂。”在『七龍珠大全集』中写道“最強悍的赛亚人”劇場版七龍珠官方網站的劇場版七龍珠歷史記載“布羅利是悟空最强的勁敵”。但是該網站到1996年為止記載的劇場版系列反派中，最强的是邪念波（ジャネンバ），其次為希尔德刚（ヒルデガーン）。
另外，關於小山“最强”的發言，小山在自己公司官方首頁的電子留言板上表示“我們思考下一部作品的主要敵人時，因為苦於再創造新的反派，所以劇場版讓布羅利登場了三集，這就是我的真心話”“如果那麼拘泥最强之說的話，那無疑是最強的賽亞人，這樣不是很好嗎？誰都無法回答誰是最强的問題”。
同時，關於布羅利無限强度的傳言，頭部和頸部和手臂上附著的控制裝置的細節設定等，也發表“作為創作人被許多人支持，對此我感到非常高興，但他似乎已經離開親生父母之手。關於布羅利的設定，在劇場版中已經透過父親帕拉伽斯的口中描述關於他全部的事情。雖然對各自獨創的解釋非常困惑，如果愛好者們能够開心的話，請適可而止……”“我作為編劇與『七龍珠Z』有關人員的立場，我相信布羅利是最强的”。布羅利的設定是由小山高生决定。

### 燃燒吧!!熱戰・烈戰・超激戰
布羅利首次以傳說中的超級賽亞人的形象登場。為了向達爾復仇的帕拉加斯在艾吉767年邀請達爾一夥人來到新的貝吉達行星上。但是布羅利與卡洛特相遇使回憶湧現、突然失控的令控制機器無法承受而損壞變身成為傳說的超級賽亞人，他殺死了父親帕拉加斯之後和悟空等人展開激烈的戰鬥。但是布羅利強大的力量使悟空和其他戰士不堪重負，最後悟空聚集了同伴的力量擊中布羅利的腹部而戰敗。

### 危險雙人組!超戰士難以沈眠
在上一集『燃燒吧!!熱戰・烈戰・超激戰』的結尾，新的達爾行星崩壞前布羅利搭上宇宙船來到了地球的冰冷區域，宇宙船在迫降後形成的隕石坑積水、凍結成一個冰川。布羅利經過上一次的戰鬥身體的創傷並沒有復原，在冰川裡沉睡了七年。這七年期間布羅利的能量令娜塔迪村（ナタデ村）周遭的氣候生態異常，村子裡的居民決定請來祭司，讓珂珂成為怪獸的活人祭品，目的是希望讓所有的村民恢復正常的生活。
有一天薇黛兒、孫悟天及特南克斯為了尋找七龍珠來到娜塔迪村，自告奮勇地代替珂珂成為活祭品挑戰這個傳說的怪獸，後來因為悟天的哭聲喚醒村民口中的怪物，原來怪物就是布羅利。悟天與孫悟空長相非常相似，所以布羅利一度認為悟天就是卡卡洛特、向他們展開攻勢，遠方的克林和孫悟飯也前來救場，但是即使團結也陷入困境。最後七龍珠的力量讓孫悟空返回現世。悟空怒道「怎麼可以這點程度就屈服呢？把身上的力量全部都使出來，我不會再幫你們第二次的。」「難道我不在了，就沒辦法保護這個地球嗎？」。後來因為特南克斯的氣功彈讓布羅利分心，最後悟空和悟飯、悟天父子三人的龜派氣功波把布羅利擊敗了。

### 擊倒超戰士!!勝利是屬於我的
前作『危險雙人組!超戰士難以沈眠』布羅利乘載宇宙艙來到地球被孫氏父子和特南克斯擊敗之後，地球的生物科學家柯里取布羅利血液，根據生物技術製造生化戰士布羅利。前作被龜派氣功波推向太陽的布羅利本尊已不復存在，但是對悟空的憎惡記憶卻繼承下來，「卡洛特」這個台詞在本作中一次也沒說，而是更加凶暴的襲擊孫悟天、特南克斯、克林、人造人18號和撒旦先生等人。
原本認為已經沒有任何勝算了，但是機智靈巧的特南克斯讓腐蝕性培養液接觸空氣使其變質，之後直接淋浴在布羅利身上。可惜的是，遺傳基因不同反而讓生化兵器增殖，與培養液融為一體後，不僅讓布羅利身體巨大化，還讓力量也大幅提升了。布羅利以這個狀態出現在孫悟天和特南克斯面前。之後吸收生物熱量的細胞大量增殖腐蝕性培養液流出島外，這時悟天注意到培養液的弱點是“海水”，最後跟特南克斯和克林三人一起使用龜派氣功波讓海水劇烈起伏，形成強大的波浪侵入整座小島和生化實驗室。頑強的生化布羅利從海中以巨大化的狀態再次出場，所幸培養液接觸到海水讓生化布羅利全身乾硬掉，最後悟天和特南克斯用氣功波成功地將生化布羅利徹底摧毀掉。

## 七龍珠超的布羅利
因為重啓了『Z』的布羅利的存在，所以和『Z』的設定沒有任何相連性。除了超級賽亞人時的設定，以及“擁有很高的潜在能力”“由貝吉達王來解决的過往”的出身設定以外，其餘皆大幅度的變更。例如當年創造布羅利的理念：一千年出現一個‘傳說中的超級賽亞人’的設定也被刪除。
布羅利擁有賽亞人罕見的性格：個性純正、天性善良、不喜歡與人爭鬥也不喜歡戰鬥。他很重視夥伴的友情關係，後來因緣際會下和孫悟空相遇成為朋友。稱自己的父親“爸（お父さん）”。

### 人物形象
與過去作品不同，七龍珠超的布羅利與達爾的年齡相近。達爾王嫉妒布羅利的潜在能力，所以下令將年幼的布羅利放逐到無人居住的星球，隨後與父親帕拉伽斯二個人在遙遠的萬帕星（惑星バンパ）生活41年。雖然布羅利被帕拉伽斯當作報復的工具，從小被迫鍛練武功，但是布羅利對自己的父親很忠誠。帕拉伽斯認為兒子憎恨自己，害怕沒有控制裝置就被兒子殺害。布羅利勸告琪萊（チライ）和雷蒙（レモ）不能說出父親的壞話，後來帕拉伽斯的死是他覺醒超級賽亞人的主要契機。導演長峯達也在採訪中表示：“布羅利本人認為他非常喜歡父親”。但是一旦被激怒，布羅利就會開始無法控制自己的力量。當他失控時就會成為一個只懂破壞和戰鬥的狂戰士。

### 服裝特徵
常態時的容貌與過去作品不同，髮型和眼神不同。同時，左半身的臉和手臂和軀體有傷痕。超級賽亞人的容貌和過去作品『傳說中的超級賽亞人』很接近，髮色和悟空他們一樣是金髮，但是發揮全力的時候會變成黃綠色。服裝也和以往不同，下半身的衣服由他的絨毛怪獸朋友巴（バア）的耳朵毛皮來紀念他的朋友。加入弗利沙軍後，穿著最新款的戰鬥服。而後期脫離弗利沙軍後改穿緊身衣。

賽亞人的特徵“尾巴”，因為一旦變成大猿就會失去理智，所以他的尾巴被帕拉伽斯切除掉。脖子被安上拘留具，在即將暴走的時候，帕拉伽斯所持的遙控器能讓其電流進入布羅利身體，讓他無法動彈，而後來遙控器被琪萊趁機偷走並摧毀。
擔任劇場版『七龍珠超 布羅利』作畫監督的新谷直大：“鳥山老師把他設定得比以前更苗條的肌肉感，因此我很努力去畫出鳥山老師那種既苗條身材下的肌肉感”。鳥山設定的布羅利只有穿戰鬥服的造型，為了讓布羅利回到以前的劇場版的印象，最後還是希望赤裸裸的戰鬥。鸟山提出“不想做成肌肉壯大的人物”，在設定時儘量使其看起來體格更大即可。

### 設定
最初超級賽亞人的力量並沒有覺醒，取而代之的是掌握“大猿”的力量以常態引出“憤怒”，被官方稱為“布羅利（憤怒）「ブロリー（怒り）」”。但是，在憤怒的狀態下無法控制力量，最後陷入暴走狀態。因為布羅利幾乎沒有實戰經驗，所以在戰鬥中處於劣勢。可是，在戰鬥中能急速學習掌握力量的方法，所以可以和常態與超級賽亞人的達爾一對一相互交戰。之後在憤怒狀態下，壓倒性勝過了“超級賽亞人之神”的達爾和悟空。覺醒超級賽亞人之後，就連“超級賽亞人之神藍”狀態的悟空和達爾二人費盡全力也無法對抗布羅利，但是完全無法控制自己的力量。
後續布羅利也和悟空和達爾融合的戰士“悟吉塔”對抗。起先，悟吉塔变身为“超级赛亚人”与布罗利对战，占了上风，随后布罗利进一步变身为绿发形态，可以完全无视悟吉塔的攻击。悟達爾隨之变身为超级赛亚人蓝，實力完全碾壓了布罗利。布罗利绿色头发狀態的名稱在小册子等的關聯書籍、商品與官方網站，並非名為“傳說中的超級賽亞人”，而是被稱為“超級賽亞人布羅利 全力爆發（Full Power）（超サイヤ人ブロリーフルパワー）”。而在战斗结束之后，悟空则推测布罗利的战斗力大概還在破坏神比鲁斯之上。

## 布羅利的招式
和其他賽亞人一樣，布羅利擁有的力量、耐力、敏捷與速度和反應力都異於常人。
他會舞空術，也會充分利用“氣”來提升力量與殺傷力製造强大的能量攻擊。在劇場版動畫裡面，布羅利最常使用的是“Eraser Cannon（イレイザーキャノン）”。
實際上在電影動畫版裡，布羅利使出招式時他沒有喊出其名稱。這些招式名稱僅出現在人物設計師的作品集、關聯的電子電玩遊戲中出現。
Eraser Cannon（イレイザーキャノン） 消逝加農砲
- 先積蓄能量，然後向目標投擲能量彈。
- 童年期的布羅利只憑這招就能毀滅行星。

Blaster shell（ブラスターシェル）
- 先積蓄能量，然後向目標快速連續投擲能量彈。

Trap Shooter (トラップシューター）捕獵打擊 
- 一下子同時發出好幾顆能量彈。

Omega Blaster（オメガブラスター）銀河奧美加 
- 在『危險雙人組!超戰士難以沈眠』布羅利最後和孫氏父子的龜派氣功波時使用的高壓能量彈。
- 最初只是小顆的能量彈，但是當能量彈接觸到目標後就會巨大化。

Blaster Meteor（ブラスターメテオ）
- 全身聚集氣，之後開始四面八方無差別散播氣彈的廣範圍能量彈攻擊。

Gigantic Buster（ギガンティックバスター）巨人震撼星爆 
- 先用拳擊予以重擊，之後一邊跑步一邊迴旋踢將目標拋到空中，最後使用高速能量彈。
- 只有在『燃燒吧!!熱戰・烈戰・超激戰』使用。

Barrier（バリア）防護罩
- 布羅利的專屬招式。
- 艾紀737年達爾行星爆炸時，嬰兒期的布羅利憑這招帶著父親一起逃脫。
- 不僅可以抵擋岩漿和各種攻擊，而且還能在宇宙自由行。
- 只有在舊作系列使用過。

Gigantic Breath（ギガンティックブレス） 巨人的激昂
- 張開嘴巴，從嘴巴發射出氣功波。
- 只有在『擊倒超戰士!!勝利是屬於我的』和『七龍珠超 布羅利』的戰鬥使用過。

Gigantic Catastrophe（ギガンティックカタストロフィ）
- 『七龍珠超 布羅利』劇場版後半段，布羅利用來對付超級賽亞人之神藍 悟達爾的招式。
- 只有在『七龍珠超 布羅利』的戰鬥使用過。

Planet Crusher（プラネットクラッシャー） 碎星閃擊
- 雙手舉向天空聚集能量，製造一個巨大的能量彈跟漩渦。
- 只有在『七龍珠超 布羅利』的戰鬥使用過。

## 布羅利的形態

### 七龍珠Z
- 傳說中的超級賽亞人(第一階段)
  - 在動畫電影‘燃燒吧!!熱戰、烈戰、超激戰’一個夜晚，布羅利突然襲擊孫悟空所變身的超級賽亞人狀態。
  - 在山室直儀的人物設定圖表中，此型態布羅利的額頭上戴著控制裝置，頭髮的顏色為藍綠色。
  - 動畫電影‘危險雙人組!超戰士難以沈眠’之後，設定圖的傳說超級賽亞人第一階段的布羅利，因為頭上沒有控制裝置，所以髮色是「金黃色」。
- 傳說中的超級賽亞人(第二階段)
  - 在‘燃燒吧!!熱戰、烈戰、超激戰’中，因為額頭上原本戴的控制裝置無法承受布羅利的力量，控制裝置炸掉後的傳說超級賽亞人狀態。
  - 山室直儀的人物設定圖表中，‘燃燒吧!!熱戰、烈戰、超激戰’的頭髮為「黃綠色」。
  - 第二次登場的動畫電影‘危險雙人組!超戰士難以沈眠’之後，其頭髮的顏色是「金黃色」沒有說明換成金黃色的原因。
  - 在身高比例對照表中，變身傳說中的超級賽亞人第二階段的布羅利身高比第一階段的布羅利高出二顆的頭，肌肉也更壯大。
- 生化戰士布羅利
  - 《七龍珠Z 擊倒超戰士!!勝利是屬於我的》科學家採集布羅利的血液，利用科隆技術將布羅利複製出來。

### 七龍珠超
- 超級賽亞人布羅利(憤怒)
  - 掌握巨猿和超級賽亞人的力量的超級賽亞人憤怒，有著黃色的瞳孔及微微豎起的黑色頭髮，力量可匹敵超級賽亞人藍色。
- 超級賽亞人布羅利
- 超級賽亞人布羅利(Full Power)
  - 擔任2018年的動畫電影《七龍珠超 布羅利》的人物設計師新谷直大先生增加的設計。
  - 新谷是希望帶出類似於《七龍珠Z》系列的布羅利，所以特別畫出來的設計。
  - 和《七龍珠Z》的傳說中的超級賽亞人布羅利(第二階段)相似的點在於他的外觀，有著壯大的肌肉，身高也變高了，力量可匹敵超級賽亞人狀態的悟吉塔。
- 超級賽亞人之神綠
  - 由七龍珠粉絲自行定義的名稱，即指《七龍珠超 布羅利》登場的“超級賽亞人布羅利 Full Power（超サイヤ人ブロリーフルパワー）[29][33]”。

## 相關連結
- 小山高生. .   [2019-05-31]. （原始内容存档于2016-02-14）.[]